# بارنتروپ
شهر بارنتروپ در ایالت نوردراین-وستفالن در کشور آلمان واقع شده است.